# Verbena delicatula
Verbena delicatula — вид рослин родини Вербенові (Verbenaceae), ендемік Мексики — штату Оахака.

## Поширення
Ендемік Мексики (Оахака).